# Klassisk nationalekonomi
Klassisk nationalekonomi betraktas allmänt som den första moderna skolan i ekonomiskt tänkande. Idag betraktas skolbildningen som heterodox. Dess mest betydande teoretiker var Adam Smith, David Ricardo, Thomas Malthus och John Stuart Mill. Ibland vidgas definitionen av klassisk ekonomi och inkluderar då även William Petty, Johann Heinrich von Thünen.
Publiceringen av Adam Smiths Nationernas välstånd (The Wealth of Nations) 1776 anses allmänt utgöra startpunkten för den klassiska nationalekonomin. Skolan var aktiv intill mitten av 1800-talet och efterföljdes av  neoklassisk nationalekonomi i Storbritannien runt 1870.
De klassiska nationalekonomerna försökte, och lyckades delvis, att förklara tillväxt och utveckling. De utvecklade sin "magnifika dynamik" under en period i vilken kapitalismen växte fram från ett feodalt samhälle och i vilken den industriella revolutionen ledde till omfattande förändringar i samhällslivet. Dessa förändringar väckte också frågan om hur ett samhälle kunde organiseras kring ett system i vilket varje individ främst sökte största möjliga egna ekonomiska vinning.
De klassiska nationalekonomerna ledde om nationalekonomin från en analys av härskarens personliga intressen till ett klassbaserat intresse. Fysiokraten Francois Quesnay och Adam Smith identifierade exempelvis en nations välstånd med den årliga inkomsten istället för att mäta kungens egna förmögenhet. Smith betraktade denna inkomst som ett resultat av arbete tillsammans med jord och kapital. När jord och kapital beviljas individerna så delas den nationella inkomsten upp mellan arbetare, jordägare och kapitalister i form av löner, hyra och ränta.

## Värdeteori
De klassiska nationalekonomerna utvecklade en värdeteori för att undersöka ekonomins dynamik. Petty introducerade en grundläggande distinktion mellan bytes- och bruksvärde för att underlätta beskrivningen av prisernas regelbundenhet. Marknadspriser påverkas lätt av många kortvariga influenser som är svåra att teoretisera om på något abstrakt plan. Bytesvärden fångar exempelvis, enligt Petty, Smith, och Ricardo, systematiska och ihållande krafter med utgångspunkt från en given tidpunkt. Marknadspriser tenderar alltid att nå samma nivå som bytesvärdena i en process som Smith beskrev som liknande gravitationell attraktion.
Synen på vad som bestämde bytesvärdet varierade inom den klassiska skolan. Petty försökte utveckla något som kan kallas för en jord-och-arbete-värdeteori. Smith begränsade arbetsvärdeteorins giltighet till det mytiska förkapitalistiska förgångna. Han hävdade att bytesvärdena var summan av de naturliga nivåerna på lönerna, profiten (inklusive delägande i kapital och chefslön) och hyran. Ricardo hade också en värdeteori som grundades i kostnaderna för produktion. Han kritiserade Smith för dennes beskrivande av hyran som prisbestämmande istället för prisbestämd, och såg arbetsvärdeteorin som en rimlig uppskattning.
Vissa ekonomihistoriker, och särskilt vissa Sraffianekonomer, hävdar att den klassiska teorin om priser går ut på att priser bestäms av tre faktorer:
1. graden av produktion på Smiths nivå av "gällande efterfrågan",
2. teknologi, samt
3. löner.

Från dessa faktorer så kan man härleda en värdeteori. Men varken Ricardo eller Marx, de mest noggranna undersökarna av värdeteorin under den klassiska perioden, utvecklade den teorin fullt ut.
De som rekonstruerar värdeteorin på det viset anser att de klassiska ekonomerna förklarade vad som bestämde bytesvärdena från ett ekonomiskt perspektiv, dock på en lägre abstraktionsnivå. Teorin om löner var exempelvis nära förbunden med teorin om folkmängd. De klassiska ekonomerna räknade in teorier om vad som bestämmer nivån och ökningen av folkmängden som en del av den politiska ekonomin (som nationalekonomi förut benämndes). Efter dess har dock teorier om folkmängden betraktas som någonting separat från nationalekonomi. Som kontrast till den klassiska teorin så hävdar den neoklassiska värdeteorin att priser bestäms av följande faktorer:
1. smak
2. teknologi, samt
3. begåvningar.

Bland de klassiska ekonomerna rådde en allmän tendens att betona vikten av frihandel. Deras värdeteori ersattes till stor del av marginalistiska skolor (exempelvis Österrikiska skolan) vilka ser bruksvärdet kommande från marginalnyttan som konsumenter förväntar sig av en vara, och bytesvärdet som bestämt av alternativkostnaden. Ironiskt nog, med tanke på många klassiska ekonomers gillande av den fria marknaden, är den största skolan i ekonomiskt tänkande, som fortfarande är klassiskt ekonomiskt, den marxistiska.

## Penningteori
Det rådde en kontrovers bland 1800-talets brittiska klassiska ekonomer mellan Bank- och Valutaskolan. Kontroversen hade vissa kopplingar till senare debatter mellan ekonomer som Nicholas Kaldor och monetarister som Milton Friedman. Monetaristerna och medlemmarna i Valutaskolan hävdar att banker kan och bör kontrollera tillgången på pengar. Enligt deras teorier orsakas inflation av att banker ger ut ett överflöd av pengar. Enligt Kaldor och medlemmarna i Bankskolan justeras tillgången på pengar automatiskt efter efterfrågan, och banker kan bara kontrollera villkoren för lånen.

## Debatt
Värdeteori är för närvarande ett omtvistat ämne. En omdebatterad fråga är huruvida den klassiska nationalekonomin är föregångare till den neoklassiska nationalekonomin eller en distingerad skola med annorlunda teorier om värde, distribution och tillväxt.